# Sveti Jurij ob Ščavnici
Sveti Jurij ob Ščavnici – wieś w Słowenii, siedziba gminy Sveti Jurij ob Ščavnici. 1 stycznia 2017 liczyła 215 mieszkańców.